# Tuzgle
Le Tuzgle est un stratovolcan actif d'Argentine. Il est situé dans la puna de la province de Jujuy (département de Susques), tout près de la limite avec la province de Salta.

## Géographie

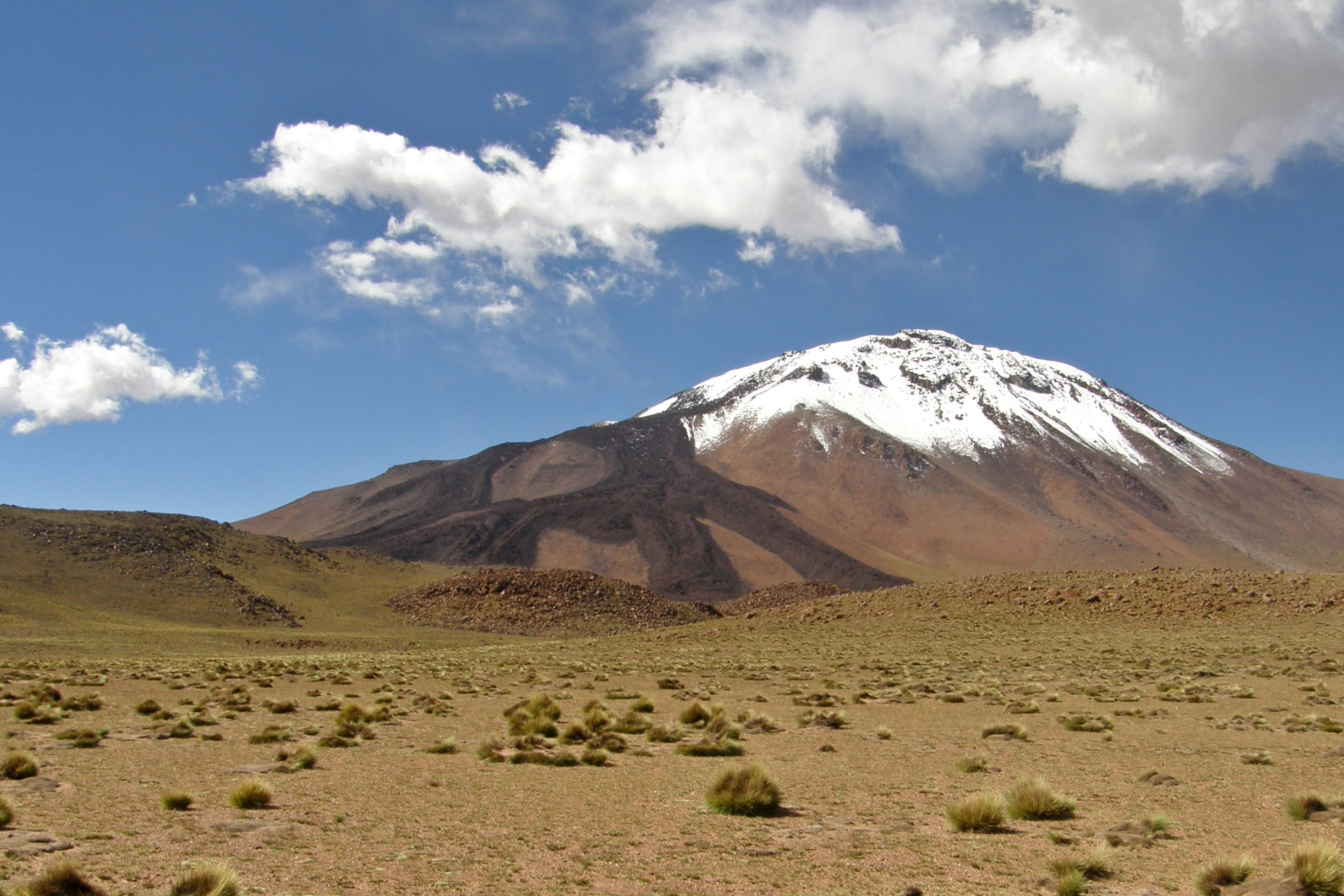
Face sud-ouest : la coulée de lave

Il se trouve sur le haut-plateau non loin de la cordillère orientale des Andes, qui détermine le rebord est de la région de la Puna.
Le volcan est situé à plus ou moins 25 kilomètres à vol d'oiseau au nord-ouest de la ville de San Antonio de los Cobres qui constitue la ville la plus proche.

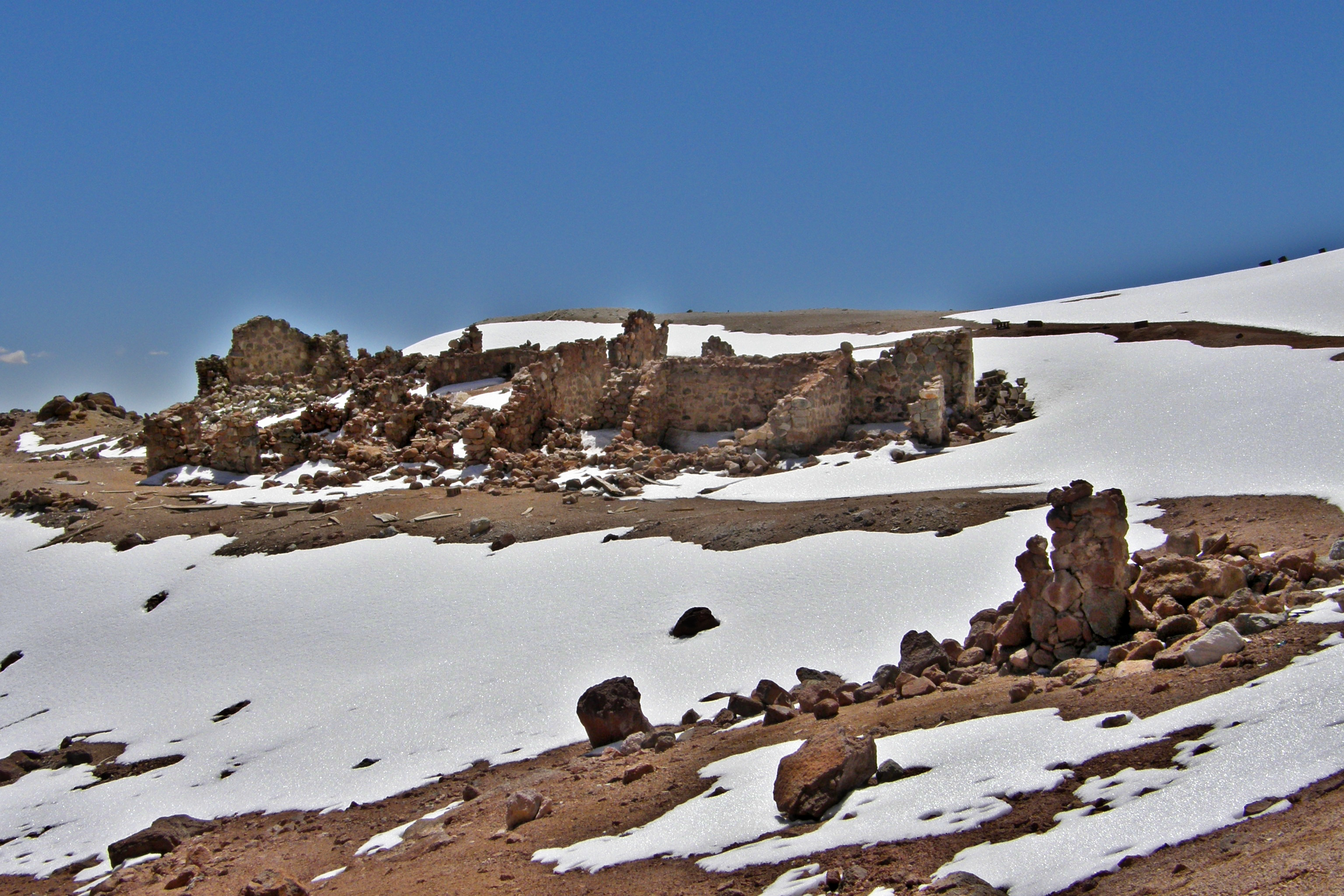
Ancienne mine de soufre sur le Tuzgle, 2013.

C'est un volcan isolé avec un cône bien dessiné et une coulée de lave refroidie de couleur noire, s'étendant du sommet jusqu'à la base, qui a été émise du côté sud-ouest. À ses pieds, au nord-ouest se trouve la petite localité de Agua Caliente (en français « Eau Chaude »). Un gisement de soufre, la mine La Betty, a connu un début d'exploitation dans les années 1960 ; il est désormais abandonné. Des recherches sont effectuées dans la zone en vue de l'exploitation des ressources géothermiques qui semblent abondantes.

## Tourisme

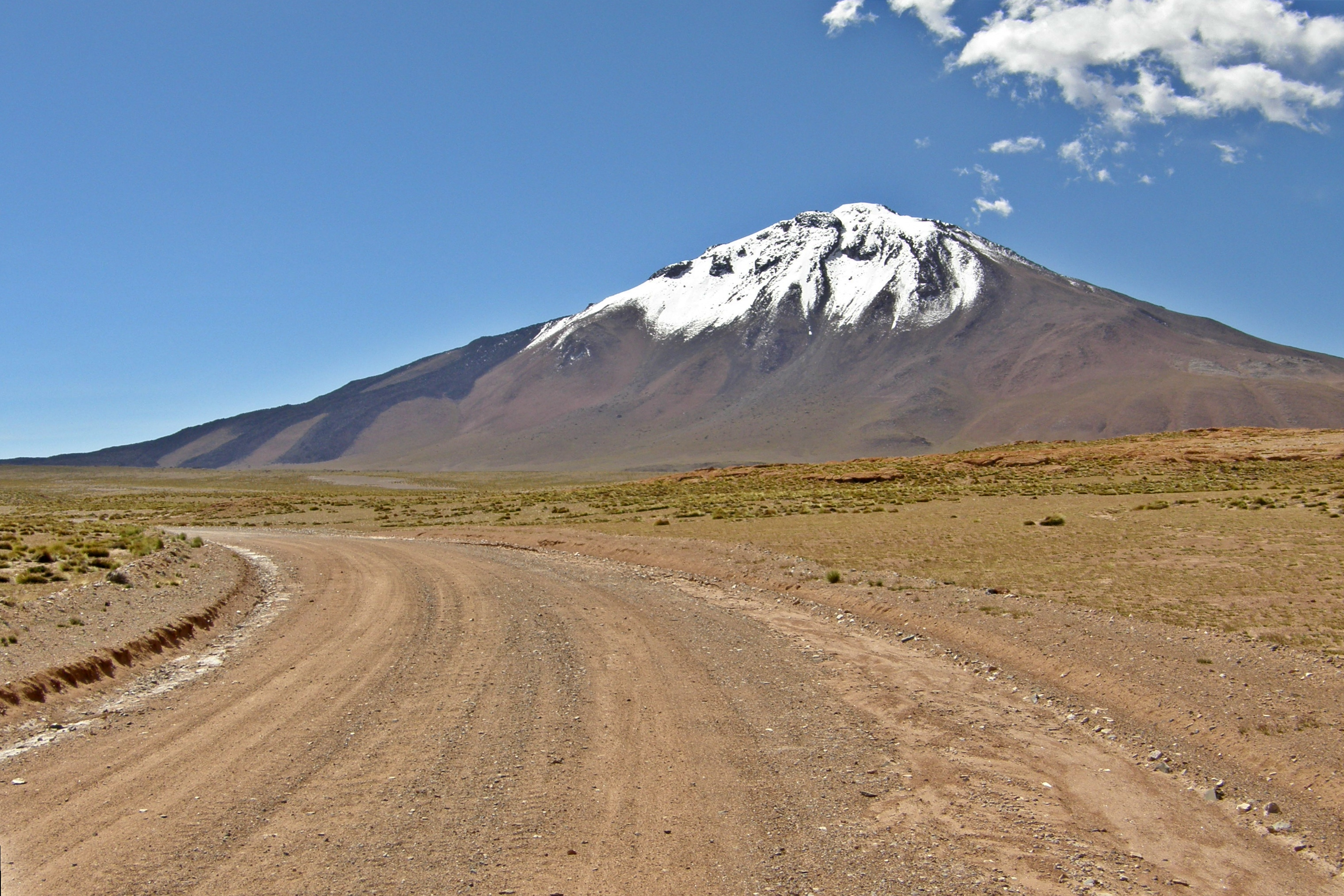
Face sud depuis la RN40

On y accède en voiture (tout-terrain) via la route nationale 51, puis nationale 40 en direction de Susques. Ce trajet fait plus ou moins 40 kilomètres au départ de San Antonio de los Cobres. Au sud du volcan, l'ancien chemin de la mine de soufre monte à partir d'un petit parking près d'une ruine en passant à l'ouest de la coulée de lave noire. L'ascension vers le sommet présente environ 10 kilomètres et 1 000 mètres de dénivelé. On peut accéder au sommet à moto.